# 祖父江慎
祖父江 慎（そぶえ しん、1959年 - ）は、愛知県生まれのブックデザイナー。
人文書、小説、漫画などの書籍の装幀やデザインを幅広く手がける。吉田戦車の漫画本をはじめとして、意図的な乱丁や斜めの裁断など、装幀の常識を覆すデザインで注目を集める。コズフィッシュ代表。
電話の声で女性と間違われるほど女性っぽい振舞いや話し方をするが、既婚で一女あり。元・妻は理論社（のちイースト・プレス）の『よりみちパン！セ』編集長の清水檀。

## 経歴
愛知県立旭丘高校美術科卒業。浪人時代に味岡伸太郎の影響を受ける。
多摩美術大学グラフィックデザイン科入学。漫画研究会の先輩にしりあがり寿、喜国雅彦がいた。在学中の1981年から杉浦康平のデザインにひかれ、工作舎でアルバイトを始め大学を中退。
1987年に工作舎を退社。秋元康が設立した株式会社フォーセールでアートディレクターを務め、1988年にフリーランスとして独立。1990年にコズフィッシュを設立する。東京藝術大学美術学部デザイン科非常勤教員・ゲスト講師。AGI、TDC会員。

## 主な装幀作品

### 書籍
- エレキな春 / しりあがり寿（実質的な装幀デビュー作）
- 傷だらけの天使たち / 喜国雅彦
- 伝染るんです。 / 吉田戦車
- 神のちから / さくらももこ
- 悪趣味百科 / ジェーン・スターン、マイケル・スターン著、伴田良輔監訳
- どすこい(仮) / 京極夏彦
- ムーミン・コミックス
- GOGOモンスター / 松本大洋
- ムーンライト・シャドウ / 吉本ばなな
- 私のワインは体から出てくるの / 宮藤官九郎
- 金曜日の砂糖ちゃん / 酒井駒子
- 言いまつがい / 糸井重里
- ユージニア / 恩田陸
- ミステリーランド（シリーズ）
- 山白朝子短篇集 死者のための音楽 (幽BOOKS)  / 山白朝子
- 復刻版・漂流教室
- TRA トラ / タイガー立石＝コミック、祖父江慎＝造本
- 眠る鉄道 / 丸田祥三
- 月とにほんご 中国嫁日本語学校日記[5] / 井上純弌
- 日経BPクラシックス（シリーズ）
- ぷにるはかわいいスライム / まえだくん

### 雑誌
- i-D JAPAN
- 群像
- 月刊IKKI（雑誌名の発案者でもある）
- HEAVEN

## 著書
- グルーヴィジョンズ・祖父江慎・クラフト・エヴィング商會・角田純一・藤崎圭一郎共著『グラフィック・デザイナーの仕事』（A5）平凡社〈太陽レクチャー・ブック 001〉、2003年6月26日。ISBN 9784582831511。
- しりあがり寿・祖父江慎共著『オヤジ国憲法でいこう！』（B6）理論社〈よりみちパン！セ 13〉、2005年7月。ISBN 9784652078136。
- 祖父江慎・藤田重信・加島卓・鈴木広光共著『文字のデザイン・書体のフシギ』（A5）左右社〈神戸芸術工科大学レクチャーブックス2〉、2008年5月20日。ISBN 9784903500072。
- 祖父江慎・山口信博・木村タカヒロ・小野明共著『デザインを構想する』（A5）左右社〈神戸芸術工科大学レクチャーブックス3〉、2010年2月28日。ISBN 9784903500164。
- 祖父江慎・絵　米川明彦・文『ことば観察にゅうもん』（26×20cm）福音館書店〈「たくさんのふしぎ」傑作集〉、2010年2月10日。ISBN 9784834024937。
- 祖父江慎　文・絵『もじのカタチ』（26×20cm）福音館書店〈「たくさんのふしぎ」2010年8月号〉、2010年8月1日。

## 受賞歴
- 1983年 第4回日本グラフィック展入選
- 1995年 造本装幀コンクール日本書籍出版協会理事長賞
- 1997年 講談社出版文化賞・ブックデザイン部門
- 2004年 造本装幀コンクール文部科学大臣賞